# Línea 907 (Argentina)
La línea 907 de autobuses es una concesión de jurisdicción nacional para el transporte de pasajeros. El servicio está actualmente operado por la Empresa de Transportes Automotores Combinados de Entre Ríos SRL -ETACER SRL-, perteneciente al Grupo Derudder Hnos., más conocido como "Grupo Flecha Bus". 
Su recorrido conecta la localidad de Ciudad de Santa Fe, cabecera del departamento La Capital, Provincia de Santa Fe, con la localidad de Paraná, cabecera del departamento homónimo, Provincia de Entre Ríos. 

## Recorrido
- Santa Fe - Paraná

Boleterías y Paradas oficiales de la empresa:
- Terminal de Paraná

- Terminal de Ómnibus de Santa Fe

Paradas en Santa Fe
- Calles La Rioja y Rivadavia
- Calles Rivadavia e Hipólito Yrigoyen
- Calles Rivadavia y Suipacha
- Calles Rivadavia y Junín
- Shooping Recoleta
- Calles Bv. Gálvez y San Luis
- Calles Bv. Gálvez y Necochea
- Calles Bv. Gálvez y Alvear
- Calles Bv. Gálvez y Dorrego
- Facultad de Arquitectura
- Estación de Servicio La Guardia
- Colastiné
- Balsa Santa Fe – Paraná
- Peaje del Túnel Subfluvial